# 邁爾斯島
66°4′S 101°15′E / 66.067°S 101.250°E
邁爾斯島（英語：Miles Island）是南極洲的島嶼，位於威爾克斯地，處於布斯半島的一部分，屬於馬里納群島的一部分，長6公里，根據美國海軍拍攝空中照片繪入地圖，現時由南極條約體系管理。